# Campionato europeo di taekwondo 1998
Il XII Campionato Europeo di Taekwondo si è disputato a Eindhoven, nei Paesi Bassi, tra il 23 e il 25 ottobre 1998.

## Medagliati

### Maschile
| Specialità | Oro                          | Argento                      | Bronzo                                                |
| -54 kg     | Mert Tuncer Turchia          | Christophe Civiletti Francia | Andrea Di Girolamo Italia / Juan Antonio Ramos Spagna |
| 58 kg      | Sedat Bekdemir Turchia       | Gabriel Esparza Spagna       | Andrei Prtukov Russia / Alexander Seethaler Germania  |
| 62 kg      | Stefan Santos Svezia         | Iván Ron Spagna              | Shirwan Hasan Danimarca / David Thompson Regno Unito  |
| 67 kg      | Jesper Røsen Danimarca       | Özgür Güneş Germania         | Ioanis Georgios Grecia / Bahri Tanrıkulu Turchia      |
| 72 kg      | Zoran Krajčinović Jugoslavia | Ertan Baştuğ Turchia         | Loik Laloum Israele / Giorgos Mikellis Cipro          |
| 78 kg      | José Jesús Mérquez Spagna    | Fagan Umudov Azerbaigian     | Bekir Aydın Turchia / Dragoslav Zarič Slovenia        |
| 84 kg      | Zoran Prerad Belgio          | Yasin Yağız Turchia          | Mickaël Borot Francia / Michalis Tolios Grecia        |
| +84 kg     | Pascal Gentil Francia        | Ken Holter Norvegia          | Paweł Nowak Polonia / Marcus Thoren Svezia            |

### Femminile
| Specialità | Oro                          | Argento                    | Bronzo                                                     |
| -47 kg     | Brigitte Yagüe Spagna        | Eszter Horvölgyi Ungheria  | Yulia Demchenkova Russia / Louise Gill Regno Unito         |
| 51 kg      | Hanne Poulsen Danimarca      | Döndü Güvenç Turchia       | Sabina Gaspar Spagna / Eva Politeo Croazia                 |
| 55 kg      | Ekaterina Nasarova Russia    | Christiana Bach Svizzera   | Pamela Agostinelli Italia / Serap Öztürk Turchia           |
| 59 kg      | Virginia Lourens Paesi Bassi | Olga Michaleva Russia      | Elia Madar Israele / Agnieszka Skaradzińska Polonia        |
| 63 kg      | Karin Schwartz Svezia        | Luisa Arnanz Spagna        | Yulia Sukhavitskaya Bielorussia / Ekaterina Noskova Russia |
| 67 kg      | Elena Benítez Spagna         | Leslie-Ellen Lanz Germania | Audrey Maurice Francia / Alesya Cherniavskaya Bielorussia  |
| 72 kg      | Natalia Ivanova Russia       | Aikaterina Bassi Grecia    | Iva Gavez Croazia / Justyna Talan Polonia                  |
| +72 kg     | Nataša Vezmar Croazia        | Maria Koniakhina Russia    | Bettina Hipf Germania / Laurence Rase Belgio               |

## Medagliere
| Posizione | Paese       | Oro | Argento | Bronzo | Totale |
| --------- | ----------- | --- | ------- | ------ | ------ |
| 1         | Spagna      | 3   | 3       | 2      | 8      |
| 2         | Turchia     | 2   | 3       | 3      | 8      |
| 3         | Russia      | 2   | 2       | 3      | 7      |
| 4         | Danimarca   | 2   | 0       | 1      | 3      |
| 4         | Svezia      | 2   | 0       | 1      | 3      |
| 6         | Francia     | 1   | 1       | 2      | 4      |
| 7         | Croazia     | 1   | 0       | 2      | 3      |
| 8         | Belgio      | 1   | 0       | 1      | 2      |
| 9         | Paesi Bassi | 1   | 0       | 0      | 1      |
| 9         | Jugoslavia  | 1   | 0       | 0      | 1      |
| 11        | Germania    | 0   | 2       | 2      | 4      |
| 12        | Grecia      | 0   | 1       | 2      | 3      |
| 13        | Azerbaigian | 0   | 1       | 0      | 1      |
| 13        | Ungheria    | 0   | 1       | 0      | 1      |
| 13        | Norvegia    | 0   | 1       | 0      | 1      |
| 13        | Svizzera    | 0   | 1       | 0      | 1      |
| 17        | Polonia     | 0   | 0       | 3      | 3      |
| 18        | Bielorussia | 0   | 0       | 2      | 2      |
| 18        | Italia      | 0   | 0       | 2      | 2      |
| 18        | Israele     | 0   | 0       | 2      | 2      |
| 18        | Regno Unito | 0   | 0       | 2      | 2      |
| 22        | Cipro       | 0   | 0       | 1      | 1      |
| 22        | Slovenia    | 0   | 0       | 1      | 1      |
|           | TOTALE      | 16  | 16      | 32     | 64     |